# Gare de Bicske alsó
La gare de Bicske alsó (en hongrois : Bicske alsó vasútállomás) est une halte ferroviaire hongroise, située à Bicske.